# Plastica di canapa

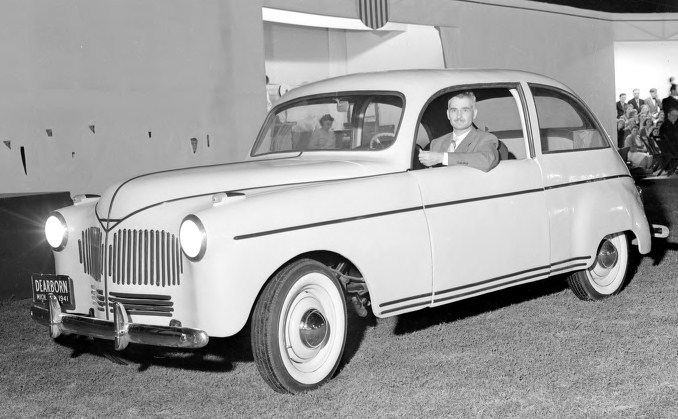
La Hemp Body Car, un'auto costruita interamente in plastica e tessuti di canapa

La plastica di canapa è un materiale composito costituito di fibre di canapa, che può essere impiegato per sostituire materie prime derivate dal petrolio o composti chimici affini. È principalmente prodotta in Cina.

## Utilizzo
A livello industriale sono già stati realizzati in plastica di canapa particolari di serie per alcune automobili come specchietti retrovisori, e sono in sperimentazione vasi e supporti per l'agricoltura. Ulteriori utilizzi prima della proibizione della cannabis sono stati fatti nella creazione, ad esempio, di una delle prime automobili ad essere prodotte in serie (la Ford T del 1923).

### La FordHemp Body Car
Nel 1937 invece Henry Ford costruì un'automobile realizzata quasi esclusivamente con un materiale plastico ottenuto dai semi di canapa e di altre piante quali soia, grano, lino e ramiè, la Ford Hemp Body Car.